# Rollie Fingers
Roland Glen „Rollie“ Fingers (* 25. August 1946 in Steubenville, Ohio) ist ein ehemaliger US-amerikanischer Baseballspieler in der Major League Baseball (MLB).

## Biografie
Rollie Fingers begann seine Karriere als rechtshändiger Werfer in der American League bei den Oakland Athletics am 15. September 1968. Zu Beginn seiner Karriere war er ein Starting Pitcher für die A’s, aber in jedem der Jahre bis 1971 war er zum Schluss der Saison nur noch Einwechselwerfer. Diese Rolle, die in der American League mit der Einführung des Designated Hitters an Bedeutung gewann, war Fingers wie auf den Leib geschneidert. In seiner ersten kompletten Saison als Einwechselwerfer standen 21 Saves sowie elf Siege auf seinem Konto und er konnte den A’s zu ihrem ersten Titel in der World Series verhelfen. Im entscheidenden siebten Spiel dieser Serie konnte er ebenso einen Save verbuchen, als er im 8. Inning bei geladenen Bases bei einem Aus und einer 3:2-Führung für die A’s ins Spiel kam und diesen knappen Vorsprung in 1 2/3 Innings halten konnte. 1973 und 1974 konnte er erneut mit Oakland die World Series gewinnen, 1973 verbuchte er dabei zwei Saves. 1974 wurde er zudem zum MVP der World Series gewählt.
Am 28. September 1975 warf Fingers die letzten beiden Innings im ersten No-Hitter der Baseballgeschichte, an dem vier Pitcher beteiligt waren. Außer Fingers warfen Vida Blue, Paul Lindblad und Glenn Abbott beim 5:0-Sieg der Athletics gegen die California Angels. Eine Woche nach diesem Spiel begann die American League Championship Series gegen die Boston Red Sox, in der Oakland unterlegen war.
Nach der Saison 1976 wechselte Fingers zu den San Diego Padres, bei denen er bis 1980 spielte. Von San Diego wurde er zu den St. Louis Cardinals transferiert, die ihn aber an die Milwaukee Brewers weitergeben. In seinem Debütjahr bei den Brewers hatte Fingers seine beste Saison. Dank seiner 28 Saves und einem ERA von 1,04 gewann er den Cy Young Award der American League und wurde als erster Einwechselwerfer in der Geschichte des Baseballs mit dem MVP-Award ausgezeichnet. Am 21. August 1982 erreichte Fingers als erster Spieler in der Geschichte der Major Leagues seinen 300. Save. Insgesamt kam er in dieser Saison auf 29 Saves, konnte aber aufgrund von Verletzungen nicht an den World Series teilnehmen, die die Brewers in sieben Spielen gegen die Cardinals verloren. Sein letztes Spiel bestritt Fingers am 17. September 1985 und beendete seine Karriere mit der Rekordzahl von 341 Saves. 
Sein Markenzeichen, der gezwirbelte Schnurrbart, den er auch heute noch trägt, verhinderte 1986 eine Fortsetzung seiner Karriere. Die Atlanta Braves wollten Rollie Fingers verpflichten, machten ihm aber zur Bedingung, den Schnurrbart zu entfernen, worauf Fingers auf eine Fortsetzung seiner Karriere verzichtete. 1992 wurde Fingers als zweiter Einwechselwerfer nach Hoyt Wilhelm in die Baseball Hall of Fame aufgenommen. Seine Trikotnummer 34 wird sowohl von den Oakland Athletics als auch den Milwaukee Brewers nicht mehr vergeben.